# Замбезия
Замбе́зия (порт. Zambézia) — провинция в Мозамбике. Площадь провинции составляет 105 008 км². Численность населения 3 897 064 человек (на 2007 год). Административный центр — город Келимане.

## География
Провинция Замбезия расположена в центральной части Мозамбика, между границей с Малави и побережьем Индийского океана. На севере к ней примыкают провинции Ньяса и Нампула, на юге — провинции Софала и Тете.
Провинция названа по реке Замбези, отделяющей её от провинции Софала и впадающей в Индийский океан. Территория Замбезии у океанского побережья покрыта мангровыми джунглями и болотами, далее вглубь континента начинаются лесные массивы.

## Административное деление
Провинция Замбезия подразделяется на 16 районов и 5 муниципалитета.

### Районы
- Alto Molocue District — площадь 6386 км²; 278 064 чел.
- Chinde District — площадь 4403 км²; 121 173 чел.
- Gilé District — площадь 8875 км²; 168 962 чел.
- Gurué District — площадь 5606 км²; 302 948 чел.
- Ile District — площадь 5589 км²; 292 504 чел.
- Inhassunge District — площадь 745 км²; 91 989 чел.
- Lugela District — площадь 6178 км²; 137 040 чел.
- Maganja da Costa District — площадь 7597 км²; 282 173 чел.
- Milange District — площадь 9794 км²; 515 029 чел.
- Mocuba District — площадь 8867 км²; 306 543 чел.
- Mopeia District — площадь 7614 км²; 115 614 чел.
- Morrumbala District — площадь 12 972 км²; 361 896 чел.
- Namacurra District — площадь 1798 км²; 179 133 чел.
- Namarroi District — площадь 3019 км²; 127 651 чел.
- Nicoadala District — площадь 3582 км²; 232 929 чел.
- Pebane District — площадь 9985 км²; 186 330 чел.

### Муниципалитеты
- Quelimane (город) — площадь 117 км²; 192 876 чел.
- Alto Molocué (город)
- Gurúè (город)
- Milange (город)
- Mocuba (город)

## Экономика
Основным занятием местного населения является сельское хозяйство. В Замбезии выращиваются рис, кукуруза, сахарный тростник, орехи кешью, чай и хлопчатник. В районе Гуруе находится крупнейшая в Мозамбике чайная плантация. Развиты также рыболовство, ловля креветок. В провинции добываются и обрабатываются драгоценные и полудрагоценные камни.

## В астрономии
В честь Замбезии назван астероид (1242) Замбезия, открытый 28 апреля 1932 года южноафриканским астрономом Сирилом Джексоном в обсерватории Йоханнесбурга.